# Medalj

Silvermedalj med drottning Desideria, 1829.

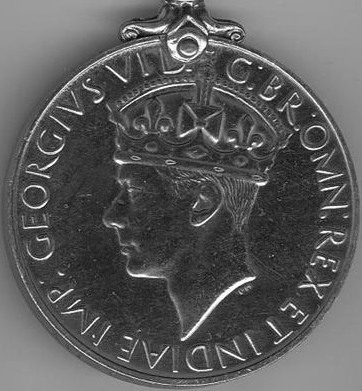
Australisk medalj från andra världskriget.

Baksida av medalj med kvinna samt text - Skoklosters slott

Medalj (italienska: medaglia, av latin: metallum, metall) är ett myntliknande konstföremål som inte är betalningsmedel. Medaljkännedomen utgör en gren av numismatiken och faleristiken. Gravören kallas medaljör.

## Allmän beskrivning
Medaljer präglas i mjuk metall (fint guld och silver, koppar med efteråt pålagd bronsering, ibland i platina, tenn eller bly).
Medaljer präglas upprepade gånger och glödgas mellan varje prägling. Mynt präglas i ett enda slag.
Medaljens framsida kallas åtsida, advers eller avers och dess baksida frånsida eller revers precis som med mynt. De större fyra till fem centimer i storlek kallas även medaljonger.

## Historia
Under antiken gjordes ingen egentlig åtskillnad mellan mynt och medaljer. Medaljer verkar ha varit gångbara som mynt. Grekiska medaljer anses än i dag ouppnådda i konstnärligt hänseende, men endast ett fåtal sådana finns bevarade. Romerska medaljer är mycket vanligare. 
I slutet av 1300-talet återupplivades medaljörkonsten i Italien, som sedan spred sig till andra länder. Till en början göts medaljerna i formar, men eftersom resultatet blev grovt och ojämnt var man tvungen att ciselera avgjutningarna i efterhand med en gravyrstickel.
På 1500-talet började man istället att prägla medaljer med stålstämplar, som med mynt. Dock ciselerades medaljer fortfarande av konstnärer som t.ex. Benvenuto Cellini och Raibolini. Närmast efter den italienska medaljörkonsten stod den tyska, genom guldsmederna i Nilmberg och Augsburg. Främst på detta område anses Albrecht Dürer ha varit. I Holland präglades under 1500- och 1600-talet en ovanligt stor mängd medaljer som fått historiskt intresse, däribland flera satiriska. Efter reformationen ägnades medaljer även åt religiösa ämnen, och det blev allmän sed bland både män och kvinnor att bära medaljer som klädutsmyckning. 
Under 1700-talet, då det hade blivit en mani (även i Sverige) att slå medaljer över alla möjliga tilldragelser i såväl det offentliga som enskilda livet, sjönk kvaliteten på hantverket, men fick efter Napoleon I:s tid en renässans. I Sverige göts medaljerna av guldsmeder, tills drottning Kristina anställde stämpelskärare från Tyskland och Frankrike.

## Typer av medaljer

Silvermedalj, minnespenning utdelad vid tornerspelet på Ekolsund 1776 - Skoklosters slott

Det finns flera olika typer av medaljer enligt följande.

### Minnesmedalj, minnespeng eller jubileumsmynt
Metallstycke av ett större mynts form med präglade relieffigurer, illustrationer och inskrifter till minne av någon berömd person, någon stor bragd eller viktig tilldragelse.

### Prispenning
Hederstecken präglat i metall, utdelat som pris vid utställningar, tävlingar, o.s.v..
Särskilt vid idrottstävlingar, är vinstsymbolerna för de tre förstplacerade tävlande (men inte alltid) i ordningen
1. Guldmedalj
2. Silvermedalj
3. Bronsmedalj

En del tävlingar utformade sina medaljer innan ovanstående ordning etablerades under första halvan av 1900-talet. I Allsvenskan, den högsta fotbollsturneringen i Sverige, får trean således inte brons utan "litet silver".

### Belöningsmedaljer
Hederstecken, förtjänstmedalj eller förtjänsttecken präglat i metall som delas ut som ett bevis på offentligt erkännande. 
Belöningsmedaljer kan till sitt syfte liknas vid det ordenstecken som en medlem i en förtjänstorden bär, men till skillnad från en orden innebär tilldelandet av en medalj inte att mottagaren blir medlem i ett sällskap.

#### Belöningsmedaljer i Sverige

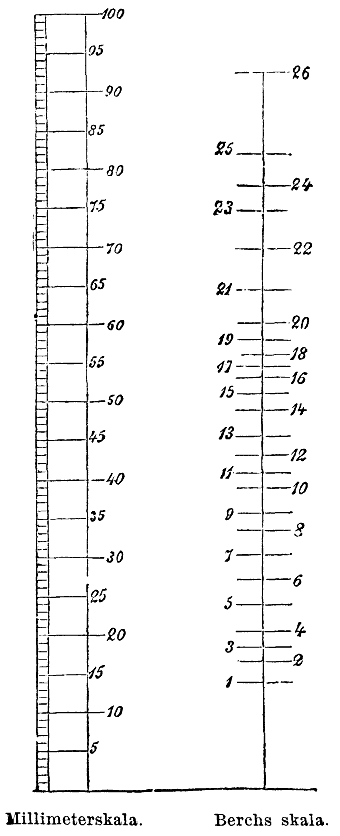
Carl Reinhold Berchs storleksskala för svenska medaljer.

Bland de svenska belöningsmedaljer som utdelas av monarken ingår bland annat ordensmedaljer och tapperhetsmedaljer. Regeringen utdelar särskilda kungliga regeringsmedaljer jämte ytterligare officiella medaljer. De statliga myndigheterna delar ut förtjänstmedaljen för nit och redlighet i rikets tjänst, lång och trogen tjänst, eller övrigt särskilt förtjänstfull tjänstgöring.
Dessa medaljer kallas ibland nådevedermäle eller skådepenning.
- Serafimermedaljen
- Vasamedaljen
- Nordstjärnemedaljen
- Svärdsmedaljen
- H.M. Konungens medalj
- Litteris et Artibus
- Illis Quorum meruere labores
- Sui memores alios fecere merendo
- Prins Eugen-medaljen
- Prins Carl-medaljen
- Kungl. Jubileumsminnestecken Konung Carl XVI Gustafs Jubileumsminnestecken
- För tapperhet i fält
- För tapperhet till sjöss
- För mod och rådighet till sjöss under farofylld tid
- För berömliga gärningar
- För medborgerlig förtjänst
- För omsorgsfull renvård
- För nit och redlighet i rikets tjänst
- För förtjänster inom utrikesförvaltningen
- Svenska bergsmäns hedersmärke för snille och flit
- Kungl. Uppsala universitets förtjänstmedalj
- Linköpings universitets förtjänstmedalj
- Försvarsmaktens förtjänstmedalj i guld, med svärd
- Försvarsmaktens förtjänstmedalj
- Försvarsmaktens Belöningsmedalj för internationella insatser
- Försvarsmaktens medalj för sårade i strid

##### Svenska medaljers storlek
Svenska medaljers storlek anges fortfarande efter en av numismatikern Carl Reinhold Berch under 1700-talet godtyckligt uppgjord skala, den berchska skalan. Enligt denna skala sägs till exempel en medalj med en diameter på 24 mm vara "av femte storleken", en med en diameter på 33 mm vara "av åttonde storleken", o.s.v. Numera mäter den 8:e storleken bara 31mm, ingen svensk belöningsmedalj är större än 18:e storleken.[källa behövs]

##### Bärande av svenska medaljer
Medaljer rangordnas, varvid i Sverige svenska medaljer alltid går före utländska. Bland svenska medaljer går kungliga medaljer före andra medaljer. Medaljer bärs på vänster bröst med den finaste närmast bröstets mitt, och sedan i rangordning i riktning mot vänster arm. Om bäraren har fler än fem medaljer, ordnas dessa i rader under varandra med högst fem i varje rad. Den översta raden är finast, och därefter successivt i rangordning i raderna under.
Till uniform bärs medaljer i originalstorlek till stor högtidsdräkt (stor mässdräkt), motsvarande civil frack. Till liten högtidsdräkt (liten mässdräkt), motsvarande civil smoking, bärs medaljerna i miniatyrformat. Till daglig dräkt bärs endast medaljens band. Medaljband förekommer inte alls i samband med civil klädsel. Till fältdräkt bärs varken medalj eller medaljband.
För bärande av utländsk medalj till svensk uniform krävs prövning av behörig myndighet, som beviljar eller avslår alltefter medaljens art och vem som förlänat den.